# Muro Lucano

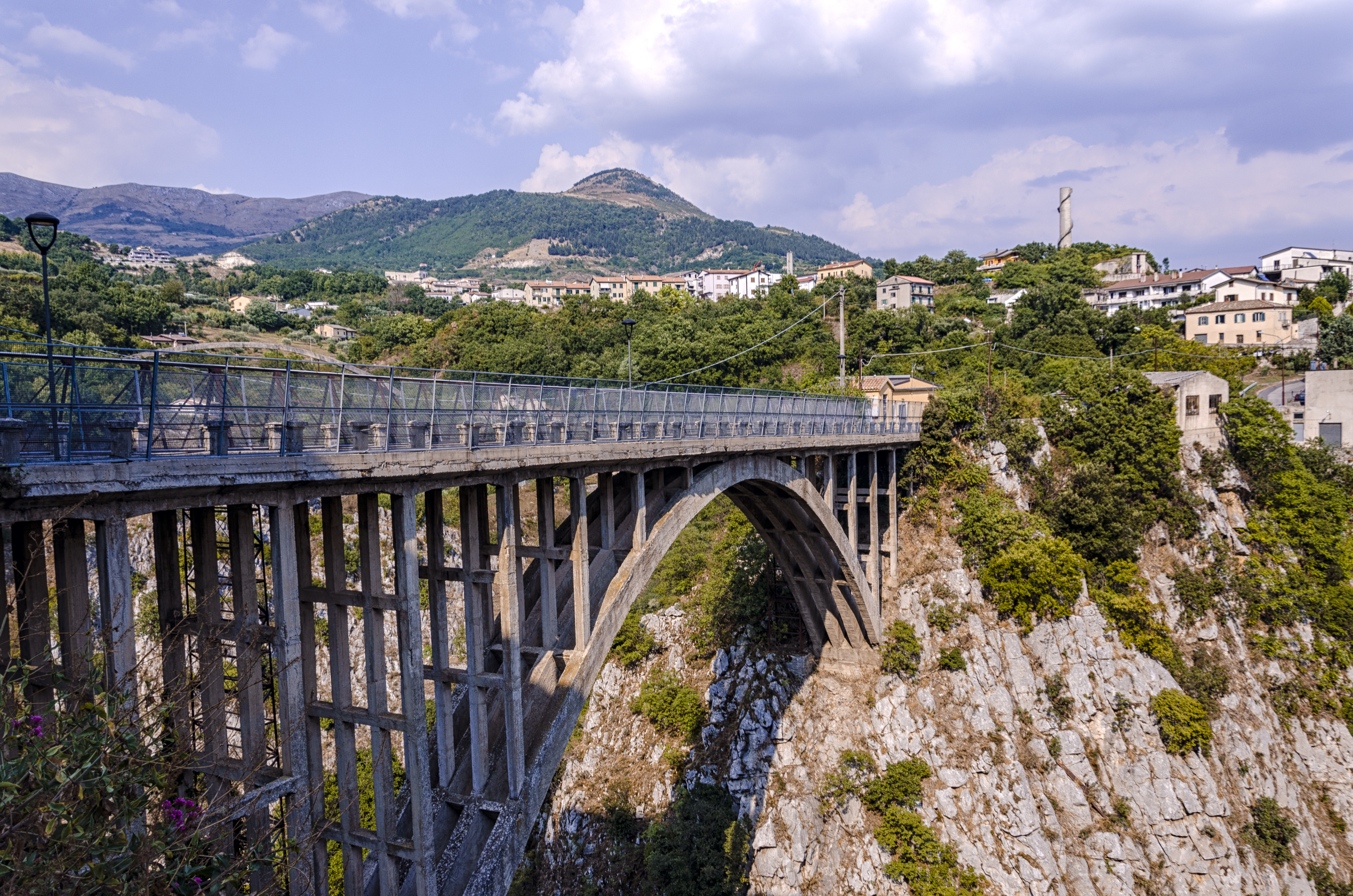
Ponte del Pianello

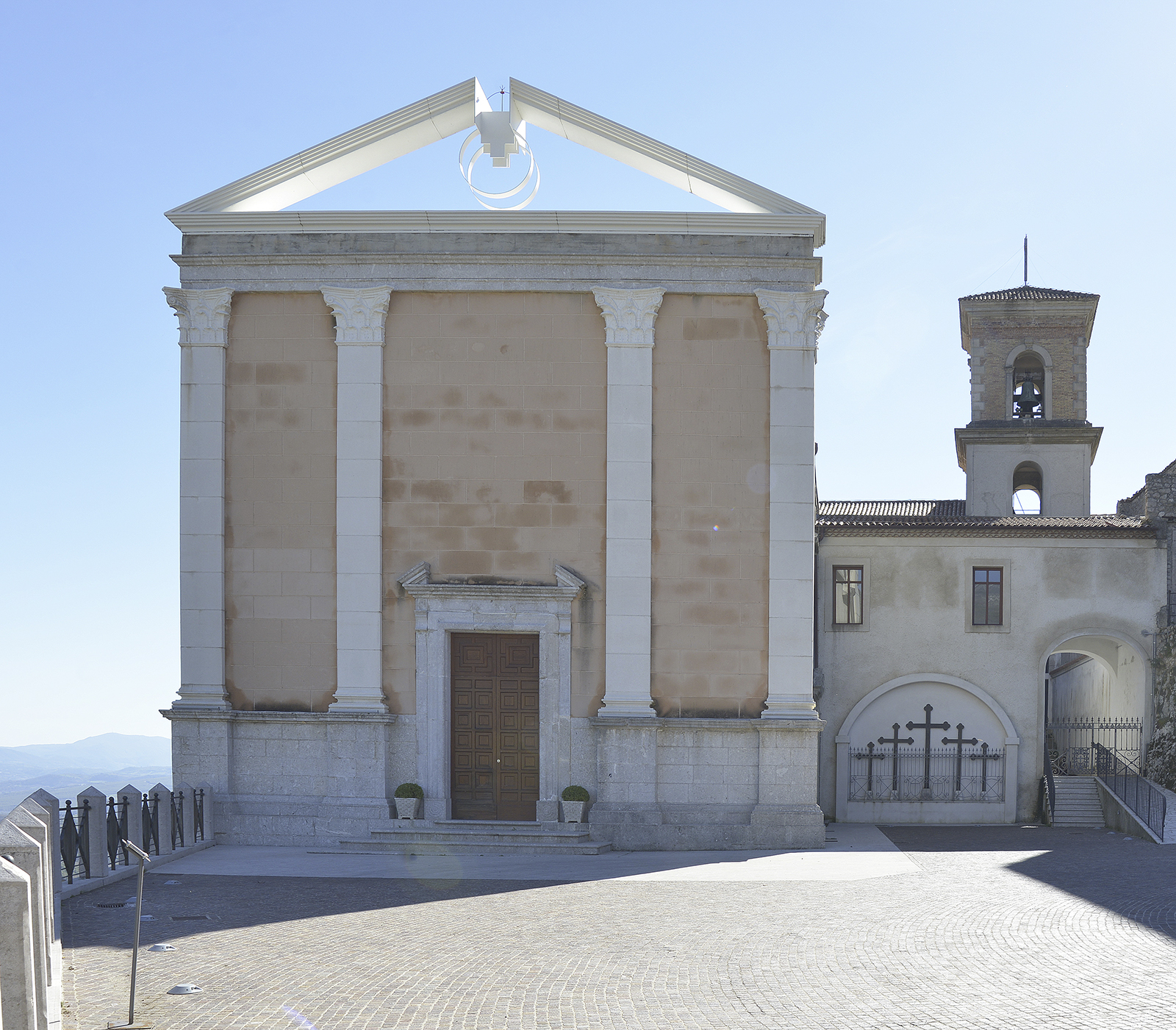
Concattedrale di San Nicola e Camera

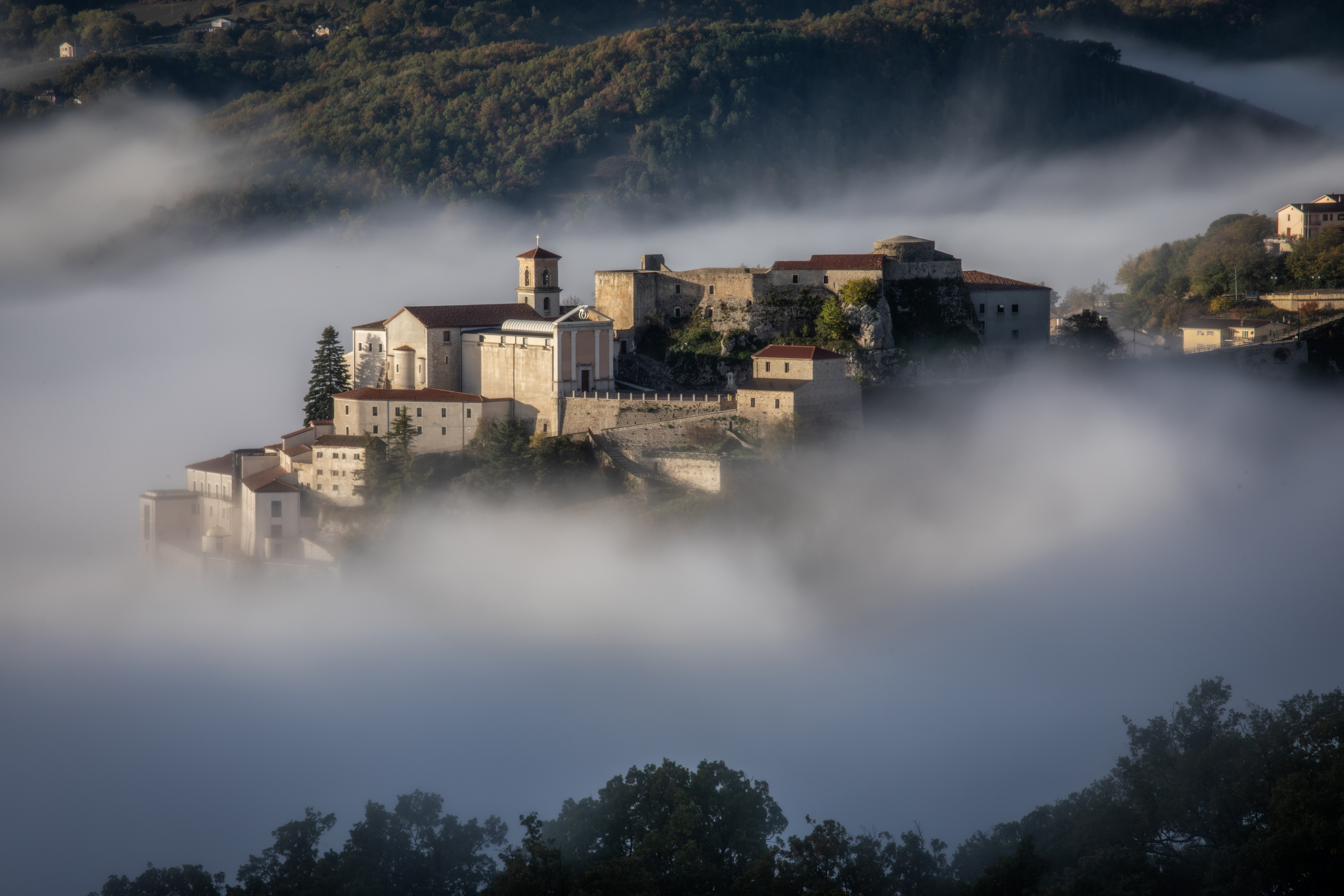
Východ slunce v Muru Lucanu

Muro Lucano (do roku 1863 Muro) je město a obec v provincii Potenza v severní části regionu Basilicata v jižní Itálii.

## Dějiny
Město se nachází na místě starověkého Numistri, na úpatí Apenin, na místě střetu mezi Hannibalovými a Marcellovými silami ve druhé punské válce v roce 210 př. n. l.
Po období vlády rodu Anjou zažíval hrad Muro Lucano až do konce italského feudalismu v roce 1806 dlouhé spory v rodě Orsiniů. V osmnáctém století, po zemětřesení v roce 1694, provedli Orsiniové na panství velké změny, když zvýšili přízemí, zbourali padací most a postavili novou budovu s dvěma věžemi. Zemětřesení v roce 1980 si vyžádalo rozsáhlý konsolidační proces.

### Invaze do Mura
Dne 23. listopadu 1861 Carmine Crocco a José Borjes na Muro zaútočili. Národní garda, vojáci a občané na Croccovy muže stříleli, čímž narušili jejich formace a byli tak po těžkých ztrátách nuceni uprchnout.
Dva roky poté, co byl král Viktor Emanuel II. prohlášen italským králem, byla přidána přípona Lucano, aby se město odlišilo od Muro Leccese.

### Zemětřesení
Dne 23. listopadu 1980 bylo Muro Lucano silně zasaženo zemětřesením v Irpinii. Infrastruktura města byla vážně poškozena a její renovace je již více než čtyřicet let předmětem silných kontroverzí. Kvůli novým architektonickým plánům se vedly četné spory o bydlení, některé domy byly nuceny se propojit. Dosud vystřídané městské správy připustily zpoždění restrukturalizačních prací, reprezentované zejména stavem základních škol v obci.

### Vyznamenání
Dne 23. listopadu 1980, v den zemětřesení, obdrželo zlatou medaili za občanské zásluhy.
Dne 4. října 2012 italský prezident Giorgio Napolitano přijal žádost ministryně vnitra Anny Marie Cancellieriové, která Muru Lucanu udělila čestný titul město.

## Hlavní památky
Město má katedrálu. Právě na jeho hradě byla také na příkaz svého adoptivního syna Karla III. Neapolského zavražděna královna Johana I. Neapolská.

## Geografie
Město Muro Lucano se skládá ze starého města a okolních oblastí Cappuccini na severu a Giardini (což znamená zahrady) na jihu. Leží 51 kilometrů od Potenzy, hlavního města provincie. Tyčí se 650 m n. m., zaujímá plochu 126,2 km² a žije zde přibližně 4 900 lidí. Počet obyvatel, který v 50. letech 20. století přesáhl 10 000, se v průběhu let neustále snižoval v důsledku společenských změn, nedostatku práce a rozsáhlé emigrace. Ve městě žije asi 2 200 rodin s průměrem téměř 2,7 osoby na rodinu.
Území obce se nachází v nadmořské výšce 300 až 1 450 m n. m. Město leží na svahu nad roklí Muro s malebnými domy postavenými na terasách. Název města vychází ze středověké zdi (v italštině muro), která obklopovala středověké centrum.

## Přízvuk
Městským přízvukem, se mluví pouze v bezprostřední blízkosti města a pro italské mluvčí může být obtížné mu porozumět.

## Významní lidé
- Anne Bancroftová[pozn. 1] –⁠⁠⁠⁠⁠ herečka
- Salvatore Capezio –⁠⁠⁠⁠⁠ obuvník
- Johana I. Neapolská – královna
- Antonio Rosario Mennonna –⁠⁠⁠⁠⁠ prelát
- svatý Gerard Majella –⁠⁠⁠⁠⁠ katolický světec
- Bartolomeo Rosa –⁠⁠⁠⁠⁠ biskup
- Joseph Stella –⁠⁠⁠⁠⁠ malíř
- Cristian Zaccardo[pozn. 2] –⁠⁠⁠⁠⁠ fotbalista
- Filomena Ceronová –⁠⁠⁠⁠⁠ celebrita, bydlící ve Wolfsburgu

## Partnerská města
- Baragiano, od 6. dubna 2011
- Contursi Terme
- Corato, od roku 2015
- Karlsfeld, od 5. března 2011
- Ripacandida, od roku 2002
- San Fele, od 6. dubna 2010
- Vietri di Potenza, od 6. dubna 2013